# Aleksandrowszczyzna
Aleksandrowszczyzna (biał. Аляксандраўшчына; ros. Александровщина) – wieś na Białorusi, w obwodzie grodzieńskim, w rejonie zelwieńskim, w sielsowiecie Karolin.
W dwudziestoleciu międzywojennym miejscowość leżała w Polsce, w województwie białostockim, w powiecie wołkowyskim, w gminie Zelwa.
Zobacz też: Żerno (okolica)